# دوپینگ (مجموعه تلویزیونی)
دوپینگ یک مجموعه تلویزیونی به کارگردانی رضا مقصودی، تهیه‌کنندگی سید امیر پروین‌حسینی و نویسندگی رضا مقصودی و افرا جورابلو است. این مجموعه تلویزیونی در نوروز ۱۳۹۹ در ۲۴ قسمت از شبکه سه پخش شد.

## خلاصه داستان
داستان از جایی شروع می‌شود که دو همسایه که خانه‌هایشان روبروی هم است، در یک شب دو بچه را به دنیا می‌آورند. حال تمام کش مکش داستان از شیر خوردن یکی از بچه و شیر نخوردن دیگری آغاز می‌شود. شروعی ساده که با حضور یک دانشمند گوشه‌نشین به یک موضوع جذاب تبدیل می‌شود. این دانشمند با تولید ماده‌ای جایگزین برای شیر مادر باعث می‌شود سرنوشت این دو کودک در آینده تغییر کند.

## بازیگران و شخصیت‌ها
| بازیگر         | نقش           | توضیح                      |
| -------------- | ------------- | -------------------------- |
| هادی حجازی‌فر   | حسن اسدی      | پدر کامران                 |
| نیما شعبان‌نژاد | کامران اسدی   | پسر حسن                    |
| محمد بحرانی    | فریدون        | پدر شیوا                   |
| الناز حبیبی    | شیوا          | دختر فریدون                |
| شبنم مقدمی     | توران/ آرنیکا | همسر دوم فریدون            |
| علیرضا آرا     | بهرام         | برادرزن حسن، دایی کامران   |
| فرزین محدث     | زکریای ناراضی | دانشمند شیمی               |
| مینا جعفرزاده  | گل خانم       | مادر حسن و مادربزرگ کامران |
| شیوا خسرومهر   | کوکب          | معشوقه حسن                 |
| زهره صفوی      | خانم سلیمانی  | صاحب کار توران             |
| میثاق جمشیدی   | حمیدی         | منشی اداره                 |
| ایلیا کیوان    | ایلیا کیوان   | خودش                       |
| وحید رحیمیان   | بهزاد توانا   | کمدین                      |
| فرشید نزاکتی   | یوسفی         | دستیار بهرام               |

## جوایز و نامزدها
| ۱۳۹۹ | بیستمین دوره جشن حافظ |                                 |             |          |
| ۱۳۹۹ | بیستمین دوره جشن حافظ | بهترین بازیگر زن کمدی تلویزیونی | الناز حبیبی | نامزدشده |